# Wilhelm Zoellner

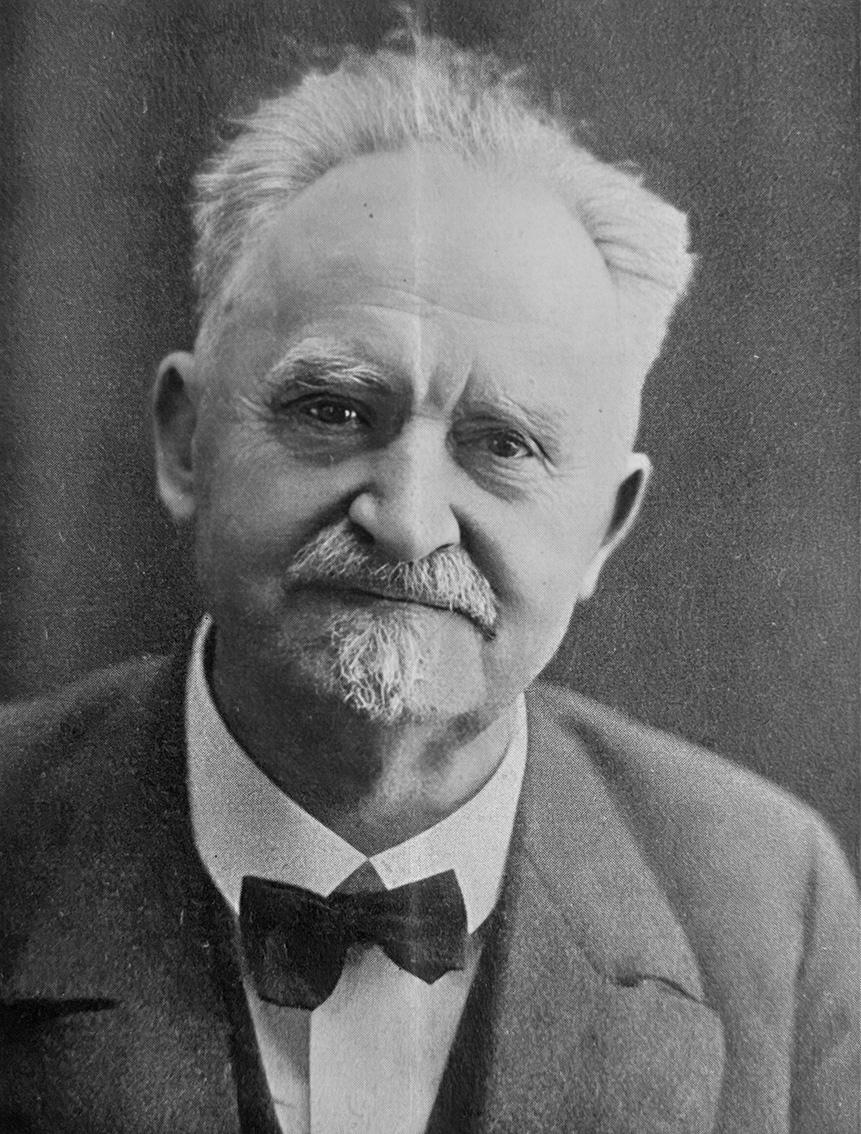
Wirkl. Geh. Oberkons.-Rat D. Wilhelm Zoellner, 1929

Christian Heinrich Wilhelm Zoellner (* 30. Januar 1860 in Minden; † 16. Juli 1937 in Düsseldorf-Oberkassel) war ein evangelisch-lutherischer Theologe, westfälischer Generalsuperintendent und Vorsitzender des Reichskirchenausschusses (RKA) der Deutschen Evangelischen Kirche.

## Leben

Agendenkommission im Jahr 1928: sitzend von (links nach rechts): Zoellner, Wolff, Burghart, Smend, Eger; stehend: Brandt, Haendler, Altmann

Er wuchs als ältestes von drei Kindern in Gütersloh auf, wo er von 1871 bis 1879 das Evangelisch Stiftische Gymnasium besuchte. Er gehörte der christlichen Studentenverbindung Wingolf in Leipzig (1879), Halle (1880) Bonn (1881) und Münster (1929) an. Die theologischen Lehrer, die ihn am stärksten prägten, waren Delitzsch, Kahnis, Luthardt, Christlieb und Kähler.
1883 und 1885 legte er in Münster die beiden kirchlichen Examina ab, war erst als Pfarrstellenvakanzvertreter und dann als Hilfsprediger in Gütersloh und in Friedrichsdorf tätig. 1889 heiratete er Marie Klasing, wurde in der lutherischen Gemeinde Barmen-Wupperfeld Pfarrer und ab 1897 Vorsteher des Diakonissen-Mutterhauses der Diakonissenanstalt Kaiserswerth.
1905 zum Generalsuperintendenten der Kirchenprovinz Westfalen der Kirche der Altpreußischen Union in Münster berufen, widmete er sich dem systematischen Aufbau der Frauenhilfe und kümmerte sich um deren diakonische Ausrichtung. Sein Einsatz für die Auslandsdiaspora und -diakonie führte 1910 zu einer längeren Brasilienreise. 1914 war er maßgeblich an der Gründung des Diakonissenhauses in Münster beteiligt.
In einem Dankgottesdienst in der Leipziger Thomaskirche 1916 dankte er Gott für die Eroberung Bukarests durch deutsche Truppen und empfand 1918 die Kriegsniederlage und das Ende der Monarchie als Katastrophe. 1931 trat er in den Ruhestand und war von 1931 bis 1935 1. Vorsitzender der Reichsfrauenhilfe in Potsdam. Wirkungsvoll rief er im April 1933 zur „Sammlung der Lutheraner“ auf. Im August 1934 war er an der Konstituierung des Lutherischen Rates der Deutschen Evangelischen Kirche beteiligt und nahm im Juli 1935 am „Lutherischen Tag“ in Hannover teil. Nachdem im Sommer 1935 Adolf Hitler Hanns Kerrl zum Reichskirchenminister ernannt hatte, berief dieser im Oktober 1935 auf Vorschlag des hannoverschen Landesbischofs August Marahrens Zoellner zum Vorsitzenden des neu geschaffenen  Reichskirchenausschusses und damit zum obersten Repräsentanten des deutschen Protestantismus. Da er seit April 1933 bekundet hatte, die Kirchenpolitik mitzugestalten, versuchte er mit Hilfe der gemäßigten Vertreter der Deutschen Christen (DC), der Bekennenden Kirche (BK)  und der Neutralen die Kirche neu zu ordnen. Als er infolge des Streits im Februar 1937 zwischen der DC-Kirchenleitung und BK-Pfarrern in Lübeck tätig werden wollte, wurde ihm auf Betreiben des Reichskirchenministeriums die Anreise staatspolizeilich verboten. Daraufhin trat er am 12. Februar 1937 zurück.

## Werke
- Amos und Hosea. Gütersloh 1897
- Gnade und Wahrheit. Zehn Predigten. Barmen 1897
- Die Minoritäten in der preußischen Landeskirche. Eine Tatsache und ein Problem. Witten 1917
- Das Vater unser. Eine Auslegung. Potsdam 1930
- Staat und Kirche. Ein Wort von Werdendem. Potsdam 1931
- Im Dienst der Kirche. Reden und Aufsätze aus vier Jahrzehnten. Witten 1931
- Die Kirche der Geschichte und die Kirche des Glaubens. Beiträge zum Neubau der Kirche. Berlin 1933
- Der erste Petrusbrief für die Gemeinde ausgelegt. Stiftungsverlag, Potsdam 1935
- Von der Neuordnung der Kirche. Drei Reden. Westdeutscher Lutherverlag, Witten 1936
- als Hrsg. mit Wilhelm Stählin: Die Kirche Jesu Christi und das Wort Gottes. Ein Studienbuch über das Wort Gottes als Lebensgrund und Lebensform der Kirche. Furche-Verlag, Berlin 1937